# Huỳnh Văn Gấm
Huỳnh Văn Gấm (10 tháng 3 năm 1922 tại Bình Lập, Châu Thành, Tân An - 1987 tại Thành phố Hồ Chí Minh) là một họa sĩ Việt Nam.

## Học vấn
Huỳnh Văn Gấm theo học Cao đẳng Mỹ thuật Đông Dương, cùng khoá với nhiều học viên sau này trở thành họa sĩ tài danh của Việt Nam như Bùi Xuân Phái, Nguyễn Tư Nghiêm, Tạ Thúc Bình

## Tham gia cách mạng
Năm 1944, khi đang học tới năm thứ tư, chỉ còn một năm nữa là tốt nghiệp Cao đẳng Mỹ thuật Đông Dương thì Huỳnh Văn Gấm bỏ dở không rõ tung tích. Ông bí mật trở về tham gia cách mạng tại quê hương. Khi cách mạng tháng Tám thành công, Huỳnh Văn Gấm được bầu làm Tỉnh ủy viên. Khi đó ông mới 23 tuổi
Năm 1946, sau cuộc Tổng tuyển cử toàn quốc, Huỳnh Văn Gấm trúng cử đại biểu Quốc hội.

## Sáng tác
Huỳnh Văn Gấm sáng tác không nhiều. Ông vẽ kỹ lưỡng, thường không mấy khi ưng ý với tác phẩm. Một số tác phẩm tiêu biểu có thể kể tới như "Nam Kỳ khởi nghĩa năm 1940", "Trái tim và nòng súng", "Cô Liên", "Công hội Đỏ", "Bác Hồ ngày thơ ấu" Tác phẩm của ông phần nhiều về đề tài chiến tranh và cách mạng.

## Giải thưởng
- Giải nhất cuộc triển lãm Mỹ thuật toàn quốc năm 1960 với bức "Nam Kỳ khởi nghĩa năm 1940"
- Giải thưởng Hồ Chí Minh về văn học nghệ thuật